# 積尸增一
積尸增一也稱為巨蟹座39是在星座巨蟹座的一顆恆星，位於距離太陽614光年的鬼宿星團（NGC 2632、M44、或蜂巢星團）。其視星等為6.39，用肉眼看它是一個挑戰。這個物體正以34公里/秒的徑向速度遠離地球。
這是一顆演化中的巨星，其恆星分類為G8+ III-IIIb，表明它已經耗盡了核心的氫氣。估計它的年齡是4億6000萬年，質量是太陽的2.88倍，和半徑大約是太陽半徑的12倍。這顆恆星以4,954K的有效溫度從光球層輻射出太陽光度105倍的光度。